# リングマガジン ノックアウト・オブ・ザ・イヤー
リングマガジンのノックアウト・オブ・ザ・イヤー (Knockout of the year) は、アメリカ合衆国のボクシング雑誌『リングマガジン』の選定する年間KO賞である。

## ノックアウト・オブ・ザ・イヤー

### 1980年代
- 1989年 -  マイケル・ナン vs.  スンブ・カランベイ（1989年3月25日）

### 1990年代
- 1990年 -  テリー・ノリス vs.  ジョン・ムガビ（1990年3月31日）
- 1991年 - なし
- 1992年 -  モーリス・イースト vs.  平仲明信（1992年9月9日） /  ケネディ・マッキニー vs.  ウェルカム・ニシタ（1992年12月2日）
- 1993年 -  ジェラルド・マクレラン vs.  ジュリアン・ジャクソン（1993年5月8日）
- 1994年 -  ジョージ・フォアマン vs.  マイケル・モーラー（1994年11月5日）
- 1995年 -  フリオ・セサール・バスケス vs.  カール・ダニエルズ（1995年12月16日）
- 1996年 -  ウィルフレド・バスケス vs.  エロイ・ロハス（1996年5月18日）
- 1997年 -  アルツロ・ガッティ vs.  ガブリエル・ルエラス（1997年10月4日）
- 1998年 -  ロイ・ジョーンズ・ジュニア vs.  ヴァージル・ヒル（1998年4月25日）
- 1999年 -  デリック・ジェファーソン vs.  モーリス・ハリス（1999年11月6日）

### 2000年代
- 2000年 -  ベン・タッキー vs.  ロベルト・ガルシア（2000年6月3日）
- 2001年 -  レノックス・ルイス vs.  ハシーム・ラクマン（2001年11月17日）
- 2002年 -  レノックス・ルイス vs.  マイク・タイソン（2002年6月8日）
- 2003年 -  ロッキー・ファレス vs.  アントニオ・ディアス（2003年7月19日）
- 2004年 -  アントニオ・ターバー vs.  ロイ・ジョーンズ・ジュニア（2004年5月15日）
- 2005年 -  アラン・グリーン vs.  ジェイドン・コドリントン（2005年11月4日）
- 2006年 -  カルビン・ブロック vs.  ズーリ・ローレンス（2006年2月25日）
- 2007年 -  ノニト・ドネア vs.  ビック・ダルチニアン（2007年7月7日）
- 2008年 -  エディソン・ミランダ vs.  デビッド・バンクス（2008年1月11日）
- 2009年 -  マニー・パッキャオ vs.  リッキー・ハットン（2009年5月2日）

### 2010年代
- 2010年 -  セルヒオ・マルチネス vs.  ポール・ウィリアムス(2010年11月20日）
- 2011年 -  ノニト・ドネア vs.  フェルナンド・モンティエル(2011年2月19日）
- 2012年 -  ファン・マヌエル・マルケス vs.  マニー・パッキャオ(2012年12月8日）
- 2013年 -  アドニス・ステベンソン vs. 　チャド・ドーソン(2013年6月8日)
- 2014年 -  カール・フローチ vs. 　ジョージ・グローブス 2(2014年5月31日)
- 2015年 -  サウル・アルバレス vs.  ジェームス・カークランド(2015年5月9日)
- 2016年 -  サウル・アルバレス vs.  アミール・カーン(2016年5月7日)
- 2017年 -  デイビッド・レミュー vs.  カーティス・スティーブンス(2017年3月11日)
- 2018年 -  井上尚弥 vs.  ファン・カルロス・パヤノ(2018年10月7日)